# هاني (مغنية)
هاني (هانغل: 하니) هي مغنية وممثلة وعارضة ومذيعة كورية جنوبية، ولدت في 1 مايو 1992 في سول في كوريا الجنوبية.

## فيلموغرافيا

### سلسلة تلفزيونية
|      | عنوان                 | قناة البث   | الدور             | ملاحظة                | المراجع |
| ---- | --------------------- | ----------- | ----------------- | --------------------- | ------- |
| 2015 | المنتجون              | كي بي إس 2  | اسمها             | ظهور (ح3)             |         |
| 2020 | إس إف 8               | إم بي سي    | جونو              | حلقة: "الغراب الأبيض" | [ 5 ]   |
| 2020 | الجواسيس الذين أحبوني | إم بي سي    | هاكر              | ظهور (ح 8–9)          |         |
| 2021 | آيدول: الانقلاب       | جي تي بي سي | كيم جي نا         |                       | [ 6 ]   |
| 2022 | الطبيب الشبح          | تي في ان    | لي جي وو / جيسيكا | ظهور خاص              | [ 7 ]   |

### سلسلة ويب
| عام       | عنوان            | الدور     | المراجع      |
| --------- | ---------------- | --------- | ------------ |
| 2020      | اكس اكس          | يون نانا  | [ 8 ]        |
| 2021      | كيف تكون ثلاثيني | لي ران جو | [ 9 ] [ 10 ] |
| 2021      | لقد قمت برفعي    | لي ليو دا | [ 11 ]       |
| 2022–2023 | بقعة الخيال      | هي جيي    | [ 12 ]       |
| 2023      | يطلق علي الحب    | مين يونغ  | [ 13 ]       |

## وصلات خارجية
- هاني على موقع IMDb (الإنجليزية)
- هاني على موقع ميوزك برينز (الإنجليزية)
- هاني على موقع ديسكوغز (الإنجليزية)
- هاني على موقع قاعدة بيانات الفيلم (الإنجليزية)